# Country-Folk
Country-Folk es un álbum del cantante Waylon Jennings junto al grupo The Kimberlys en el coro, lanzado en 1969 bajo el sello disquero RCA Victor.
El grupo The Kimberlys consiste en un cuarteto de 2 hermanos provenientes de Oklahoma y sus respectivas esposas, quienes también son hermanas.

La letra de las canciones eran conocidas por otros músicos del área del estado de Las Vegas. Jennings intento ganar más audiencia con este álbum. 3 de las canciones fueron escritas o coescritas por un integrante del grupo The Kimberlys llamado Harold Gay.

## Canciones
1. MacArthur Park – 5:10
(Jim Webb)
2. These New Changing Times – 2:56
(Harold Gay y Jennings)
3. Come Stay with Me – 2:45
(Jackie DeShannon)
4. Cindy, Oh Cindy – 2:45
(Bob Barron y Burt Long)
5. Games People Play – 3:14
(Joe South)
6. Mary Ann Regrets – 3:54
(Harlan Howard)
7. Let Me Tell You My Mind – 2:58
(Gay y Walt Rogers)
8. Drivin' Nails in the Wall – 2:37
(Gay)
9. Long Way Back Home – 2:53
(Gordon Lightfoot)
10. But You Know I Love You – 2:33
(Mike Settle)
11. World of Our Own – 2:04
(Tom Springfield)